# David-Marc Paccard
 (juin 2024).
David-Marc Paccard (18 février 1794, Cologny - 10 février 1863, Cologny) est un banquier et homme politique genevois.

## Biographie
Fils de Bernard Paccard et de Jeanne-Marie Dorseval, David-Marc Paccard épouse Jeanne-Fanny Bartholony, sœur de François Bartholoni. Il est le beau-père des banquiers Édouard et Louis Ador (père de Gustave Ador) et Georges Mirabaud.
Banquier, il fonde une maison de banque à Genève en 1819, qui devient Paccard, Ador & Cie puis en 1929, Mirabaud & Cie. En parallèle, son frère Barthélemy fonde, avec Louis Dufour, la banque Paccard, Dufour & Cie à Paris en 1822.
Il devient membre du Conseil représentatif en 1828 (réélu en 1835), du tribunal de commerce en 1829, de la Société économique de 1833 à 1847 et du consistoire de 1841 à 1842. Il est député au Grand Conseil du canton de Genève de 1842 à 1846 et du Conseil municipal (législatif) de Cologny jusqu'en 1863.

## Sources et références

### Sources
- Banques et entreprises en Europe de l'Ouest, XIXe – XXe siècles: aspects nationaux et régionaux, Université de Neuchâtel, 2000
- Louis Dufour-Vernes, Généalogie de la famille Paccard de Genève, Genève, 1903
- Sven Stelling-Michaud, Suzanne Stelling-Michaud, Le livre du recteur de l'Académie de Genève (1559-1878), Librairie Droz, 1959
- Olivier Perroux, Tradition, vocation et progrès: les élites bourgeoises de Genève (1814-1914), 2006